# 石抹库禄满
石抹库禄满（13世纪？—1262年），元朝契丹人，石抹也先之孙，石抹查剌的儿子。
库禄满袭任黑军总管，跟随大军攻打南宋襄樊，与从弟度剌架上云梯冲击宋朝城池，度剌战死。中统三年（1262年），参与征伐李璮，先登，流矢射中额头而死。其子石抹良辅，袭黑军总管，至元十七年（1280年），以功官至昭毅大将军、沿海副都元帅。至元二十一年（1284年），改认沿海上副万户。大德十一年（1307年），告老。石抹良辅之子石抹继祖，袭万户。

## 资料来源
- 《元史》列传第三十七 - 石抹也先
- 《元史》列传第三十九 - 石抹阿辛
- 《新元史·列传第三十二》